# CCGS Amundsen
CCGS Amundsen je kanadski ledolomilec in raziskovalna ladja po Arktiki.
Ladja je bila zgrajena v Britanski Kolumbiji, Kanadi; izdelana pa je bila leta 1979. Originalno ime ladje je bilo CCGS Sir John Franklin, a se je preimenovala po raziskovalcu Ronaldu Amundsenu. 